# Les Conquérants solitaires
Pour plus de détails, voir Fiche technique et Distribution.
Les Conquérants solitaires est un film français réalisé en 1949 par Claude Vermorel, sorti en 1952.

## Synopsis
Après avoir hérité d'une forêt en Afrique où elle décide de se rendre, Thérèse tente de vendre sa propriété à Pascal, un chercheur d'or qui possède les terres voisines de cette forêt. Il refuse la transaction et multiplie les obstacles à l'encontre du projet d'exploitation de la forêt auquel Thérèse se résigne compte tenu de l'attitude de Pascal.

## Fiche technique
- Titre : Les Conquérants solitaires
- Réalisation : Claude Vermorel
- Scénario et dialogues : Claude Vermorel
- Décors : Robert Giordani
- Photographie : Jean Bourgoin
- Musique : Richard Wagner
- Son : Pierre Vuillemin
- Montage : Charles Bretoneiche
- Directeurs de production : Fernand Chaix - Elsa Chabrol
- Société de production : Seine Productions
- Pays d'origine :  France
- Format :  Noir et blanc - 1,37:1 - 35 mm - Son mono
- Genre : Drame
- Durée : 92 minutes
- Date de sortie : 
  - France - 8 octobre 1952

## Distribution
- Claire Mafféi : 	Thérèse Berthod
- Alain Cuny : 	Pascal Giroud
- André Simon : Bernard
- Raphaël Ambergat
- Geneviève Bray
- Pierre Chatin
- Guy Decomble : La voix
- Michel Etcheverry : Le narrateur